# Hideaki Sorachi
Hideaki Sorachi (空知英秋?, Sorachi Hideaki; Hokkaidō, 25 maggio 1979) è un fumettista giapponese, famoso per aver creato il manga Gintama.
Nelle risposte alle lettere dei fan pubblicate sui tankōbon della serie, scrive che ha cominciato ad interessarsi al mondo dei manga fin dall'infanzia. Il giudizio derisorio del padre sui suoi primi disegni, realizzati verso la fine delle elementari, lo spinsero ad abbandonare momentaneamente la sua grande passione. È solo dopo la laurea che, non riuscendo a trovare un lavoro, torna a dedicarsi al disegno.
Già col suo primo lavoro, intitolato Dandelion, ottiene riconoscimenti, ma è con Gintama, opera conclusa poi nel giugno 2019, che raggiunge il vero successo. Durante i primi anni passati alla lavorazione di Gintama ha avuto come assistente Kenta Shinohara, il quale ha poi pubblicato Sket Dance su Shonen Jump nel 2007.

## Vita personale
Hideaki Sorachi nasce il 25 Maggio 1979 in Giappone a Takikawa, una città situata in Hokkaido nella prefettura di Sorachi. Sorachi ha infatti dichiarato che per il suo nome d'arte ha voluto omaggiare la prefettura della quale è originario, mentre Hideaki è invece parte del suo nome. Ha una sorella maggiore e occasionalmente ha condiviso storie che la riguardano nelle note alla fine dei volumi dei suoi manga. 
In un'intervista Sorachi ha dichiarato che l'ispirazione a disegnare manga gli nacque dopo aver visto da bambino il film animato Laputa- Castello nel Cielo di Miyazaki, affermando che spesso si sente come se "stesse sempre inseguendo un castello nel cielo". La passione per Laputa si riscontra spesso anche in Gintama, visto che in varie occasioni nel corso della storia i personaggi citano spesso il film.
Fin dalle elementari il giovane Sorachi leggeva un sacco di manga e si esercitava a disegnare durante le pause scolastiche, tuttavia, dopo che suo padre ridicolizzò un manga che aveva disegnato in quarta elementare, accantonò momentaneamente il suo sogno. Conclusi gli studi superiori si iscrisse all'università di Hokkaido, seguendo un corso di pubblicistica; in varie interviste ha raccontato di non essere sicuro del suo percorso universitario, considerando spesso la possibilità di cambiare indirizzo per seguire i suoi interessi di architettura o computer grafica. 
Dopo la laurea rimase disoccupato, diventando quello che viene spesso definito un NEET, e inviò la sua prima opera Dandelion ad un editore senza alcuna aspettativa che potesse essere pubblicata e riscuotere successo. È molto riservato e non possiede profili su nessuna piattaforma social. 

## Carriera
Dopo essersi laureato all'università, Sorachi fu per un certo periodo disoccupato fino a che con la sua prima opera Dandelion non raggiunse la notorietà cominciando a lavorare come autore di Jump. Subito dopo essere stato assunto cominciò a lavorare alla serializzazione di Gintama, la sua opera di maggior successo. Inizialmente Gintama stentò ad affermarsi nel mercato giapponese, e per diversi mesi rimase in una posizione difficile rischiando la chiusura più volte. Tuttavia nel corso del tempo guadagnò sempre più popolarità, fino a diventare uno dei manga più popolari del Giappone e convincendo la casa editrice a confermare la continuazione della serie.

## Stile di scrittura e influenze
Hideaki Sorachi è noto per uno stile di scrittura e narrazione profondamente eclettico, che combina elementi apparentemente inconciliabili come commedia slapstick, dramma esistenziale, azione shōnen e satira meta-narrativa. L’opera che lo ha reso celebre, Gintama, è paradigmatica di questo approccio: una serie che alterna episodi di comicità demenziale e autoreferenziale a archi narrativi complessi, drammatici e talvolta cupi, con combattimenti coreografati e riflessioni su temi come il dolore, la perdita, l’amicizia e la responsabilità morale.
Uno degli aspetti distintivi del suo stile è l’uso massiccio del metumorismo e della rottura della quarta parete. I personaggi della serie commentano spesso lo stesso medium in cui sono inseriti, facendo riferimento al mondo editoriale, alle scadenze degli autori, agli ascolti e persino alle altre opere pubblicate su Weekly Shōnen Jump. Sorachi stesso compare nei tankōbon sotto forma di una scimmia sarcastica, tramite la quale prende in giro tanto sé stesso quanto il proprio pubblico e l’industria del manga.
L’autore gioca costantemente con i cliché del genere shōnen, sovvertendoli o esasperandoli a fini parodici. Tuttavia, quando sceglie di trattare archi narrativi più seri, dimostra una notevole padronanza delle dinamiche drammatiche, con costruzione della tensione, evoluzione psicologica dei personaggi e forte impatto emotivo. Questa alternanza fra registro comico e tragico è diventata uno dei marchi di fabbrica del suo lavoro, contribuendo alla longevità e alla popolarità di Gintama.
Sorachi ha citato tra le sue influenze più importanti Akira Toriyama, autore di Dragon Ball, e Osamu Akimoto, creatore di Kochikame, entrambi noti per la fusione di comicità e azione. Non mancano però riferimenti alla tradizione della commedia giapponese, in particolare al manzai e alla televisione degli anni ’80 e ’90, nonché al cinema storico samuraico (jidai-geki) e a film e serie di fantascienza occidentali, come Star Wars, Men in Black e Matrix.
L’idea originale per Gintama nacque in seguito a una richiesta editoriale: il suo redattore gli propose di realizzare un manga ambientato nel periodo storico dello Shogunato Tokugawa, in particolare quello noto come Bakumatsu, per sfruttare il successo di vari sceneggiati televisivi di quegli anni, in particolare Shinsengumi! (2004), una produzione NHK molto popolare all'epoca. Pur non avendo una particolare familiarità con la storia giapponese, Sorachi accolse la proposta ma decise di evitare un approccio serio e tradizionale. Scelse invece di mescolare elementi storici con una forte componente fantascientifica e umoristica, creando un Edo alternativo invaso da alieni (gli "Amanto") e popolato da personaggi anacronistici e caricaturali.
Questa scelta diede vita a un’opera originale, capace di ridicolizzare i generi storici e samuraici pur mantenendo un forte legame con la tradizione e i valori del Giappone feudale. La commistione di passato e futuro, il continuo richiamo alla cultura pop e la satira sociale hanno fatto di Gintama un titolo unico nel panorama manga.
L’approccio di Sorachi ha influenzato molti autori successivi, soprattutto per la capacità di trasformare una serie umoristica in un'opera narrativa a tutto tondo, con un mondo coerente, una ricca mitologia interna e personaggi complessi. Il successo di Gintama, sia in Giappone che all’estero, è spesso attribuito proprio a questo equilibrio tra leggerezza e profondità.

## Opere
- Dandelion (2002, pubblicato su Weekly Shōnen Jump n° 42 del 2002 e poi nel volume 1 di Gintama)
- Shirokuro (pubblicato su Weekly Shōnen Jump n° 17 del 2003 e poi nel volume 2 di Gintama)
- Gintama (2003-2019)
- 3-nen Z-gumi Ginpachi-sensei (2006-in corso, light novel, illustratore)
- 13 (2008, pubblicato nel volume 24 di Gintama)
- Bankara (2010, pubblicato nel volume 38 di Gintama)